# Beaufai
Beaufai is een gemeente in het Franse departement Orne (regio Normandië) en telt 325 inwoners (2004). De plaats maakt deel uit van het arrondissement Mortagne-au-Perche.

## Geografie
De oppervlakte van Beaufai bedraagt 12,8 km², de bevolkingsdichtheid is 25,4 inwoners per km².

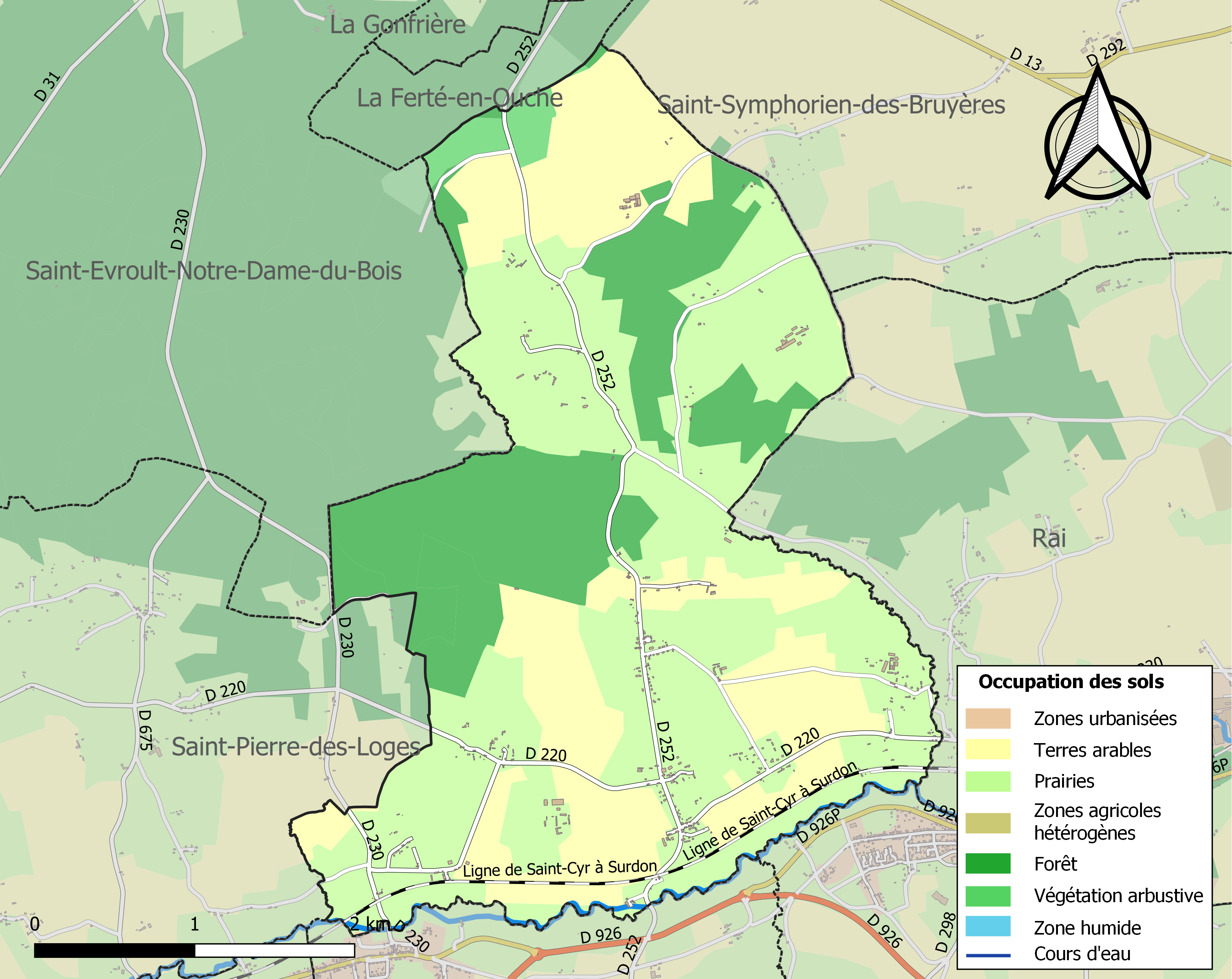
Kaart van de gemeente met de belangrijkste infrastructuur, bodemgebruik en omliggende gemeenten

## Demografie
Onderstaande figuur toont het verloop van het inwonertal (bron: INSEE-tellingen).